# Marie-Hélène Prémont
Marie-Hélène Prémont (Québec, 24 ottobre 1977) è un'ex mountain biker e ciclocrossista canadese, medaglia d'argento nel cross country ai Giochi olimpici del 2004.

## Carriera
Ha iniziato la carriera sportiva nello snowboard, per poi passare al ciclismo fuoristrada in anni recenti. Il suo miglior risultato, oltre alla vittoria di alcune tappe della coppa del mondo, è la medaglia d'argento olimpica ad Atene 2004.
È stata nominata migliore ciclista del 2007 dalla federazione canadese.

## Palmarès
- 2005

1ª prova Coppa del mondo, Cross country (Spa-Francorchamps)
5ª prova Coppa del mondo, Cross country (Mont-Sainte-Anne)
- 2006

5ª prova Coppa del mondo, Cross country (Mont-Sainte-Anne)
6ª prova Coppa del mondo, Cross country (Schladming)
Giochi del Commonwealth, Cross country
- 2008

5ª prova Coppa del mondo, Cross country (Fort William)
6ª prova Coppa del mondo, Cross country (Mont-Sainte-Anne)
Classifica finale Coppa del mondo, Cross country

## Piazzamenti

### Competizioni mondiali
- Coppa del mondo

2002 - Cross country: 16º
2003 - Cross country: 4º
2004 - Cross country: 2º
2005 - Cross country: 2º
2006 - Cross country: 2º
2007 - Cross country: 2º
2008 - Cross country: vincitrice
2009 - Cross country: 6º
2010 - Cross country: 8º
- Campionati del mondo

Kaprun 2002 - Cross country: 16º
Lugano 2003 - Cross country: 5º
Les Gets 2004 - Cross country: 4º
Livigno 2005 - Cross country: 4º
Rotorua 2006 - Cross country: 3º
Fort William 2007 - Cross country: 4º
Val di Sole 2008 - Cross country: 4º
Canberra 2009 - Cross country: 12º
Mt-Ste-Anne 2010 - Cross country: 9º
- Giochi olimpici

Atene 2004 - Cross country: 2º
Pechino 2008 - Cross country: ritirata